# Ochotona pusilla
A Pika-da-estepe (Ochotona pusilla) é um lagomorfo encontrado nas estepes do Cazaquistão e da Rússia.